# Diplectrona minima
Diplectrona minima is een fossiele soort schietmot uit de familie Hydropsychidae.